# Anthony Roux (rugby à XV)
Pour les articles homonymes, voir Roux et Anthony Roux.
Pas d'image ? Cliquez ici

a Compétitions nationales et continentales officielles uniquement.

Dernière mise à jour le 22 juin 2015.
Anthony Roux, né le 28 octobre 1983, est un joueur de rugby à XV français évoluant au poste de pilier.

## Club
- 2003-2011 : US Colomiers
- 2011-2015 : Lyon OU
- 2015-2018 : Colomiers rugby
- 2018-2019 : Union sportive saint-sulpicienne rugby

## Palmarès
- Champion de Fédérale 1 en 2005 et 2008
- Champion de France de Pro D2 : 2014